# Štěpánka Duchková
Štěpánka Duchková (* 16. listopadu 1972 Praha) je česká rozhlasová a televizní moderátorka.

## Životopis
Zpravodajská praxe Štěpánky Duchkové začala v 90. letech, kdy začínala jako redaktorka deníků Telegraf a Metropolitan.
V letech 1995 a 1997 pracovala jako redaktorka zpravodajství v České televizi. Následně se přemístila do nově vzniklé komerční Prima televize, kde zpočátku zastávala funkci reportérky, později začala moderovat hlavní zpravodajskou relaci Zpravodajský deník. Příležitostně moderovala také diskusní pořady Nedělní partie a K věci.
Souběžně s prací pro Prima televizi moderovala zprávy v rádiích Hey a Impuls.
V roce 2005 se rozvedla s manželem Jiřím Ostafijczukem. Jejími dětmi jsou dvojčata Jan a Adam. Ovládá angličtinu a němčinu.
V roce 2016 moderovala v Českém rozhlase, později na Rádiu Praha, pořad K věci, dále pořádala dětské akce, kde si účastníci mohli vyzkoušet roli televizního moderátora. Je také patronkou projektu malemimi.cz pomáhajícího předčasně narozeným dětem a jejich rodičům.
V současné době dělá kulturní a filmové pozvánky na Rádiu Praha a moderuje pro Český rozhlas pořady K Věci a Týden v kultuře.